# Roma. Immagini e realtà dal X al XX secolo
Roma Immagini e realtà dal X al XX secolo è un saggio di Italo Insolera che riguarda la storia di Roma attraverso la cartografia. Prima edizione 1980, sesta edizione 2002.
Fa parte della serie Le città nella storia d’Italia, diretta da Cesare de Seta.
Il volume su Roma alterna capitoli di analisi della documentazione cartografica con capitoli di illustrazione storica degli avvenimenti dal Medioevo al XX secolo.

## Edizioni
- Italo Insolera, Roma Immagini e realtà dal X al XX secolo, sesta ed., collana Le città nella storia d’Italia, Laterza,  pp. 468, cap. dieci, ISBN 88-420-3042-2.